# Vladimir Radmanović
Vladimir Radmanović (en serbi: Владимир Радмановић) (nascut el 19 de novembre de 1980), és un exjugador professional de bàsquet serbi. Durant la seva carrera esportiva, va jugar als equips de l'NBA de els Los Angeles Lakers, Los Angeles Clippers, els Seattle SuperSonics, els Charlotte Bobcats i els Golden State Warriors, els Atlanta Hawks i els Chicago Bulls.
Radmanović ha representat la selecció de la República Federal de Iugoslàvia i de la selecció de Sèrbia i Montenegro de bàsquet. Va aconseguir una medalla d'or al Campionat del Món de bàsquet masculí del 2002 de la FIBA amb Iugoslàvia. També va participar en els Jocs Olímpics de 2004 amb la selecció de Sèrbia i Montenegro.

## Abans de l'NBA
La seva família és sèrbia (el seu pare era oficial de l'Exèrcit Popular Iugoslau) però prové de la ciutat de Zadar (Croàcia) a la costa de Dalmàcia. Radmanović, però, va néixer a Trebinje, a Bòsnia i Hercegovina, on el seu pare, Stevan, estava destinat. Degut a la professió del seu pare, va haver de traslladar-se molt sovint durant la seva infància.
Radmanović va jugar amb el KK Crvena zvezda i el KK FMP Železnik abans d'entrar a la National Basketball Association (NBA) el 2001.